# Sauce de Luna
Sauce de Luna är en ort i Argentina.   Den ligger i provinsen Entre Ríos, i den centrala delen av landet, 400 km norr om huvudstaden Buenos Aires. Sauce de Luna ligger 76 meter över havet och antalet invånare är 2 901.
Terrängen runt Sauce de Luna är mycket platt. Runt Sauce de Luna är det mycket glesbefolkat, med 5 invånare per kvadratkilometer..
Trakten runt Sauce de Luna består i huvudsak av gräsmarker.